# WHO-modellijst van essentiële geneesmiddelen
De WHO-modellijst van essentiële geneesmiddelen (EML), gepubliceerd door de Wereldgezondheidsorganisatie (WHO), bevat de medicijnen die als het meest effectief en veilig worden beschouwd om aan de belangrijkste behoeften van een gezondheidssysteem te voldoen. De lijst wordt vaak door landen gebruikt om hun eigen lokale lijsten van essentiële medicijnen te helpen ontwikkelen. Sinds 2016 hebben meer dan 155 landen nationale lijsten van essentiële geneesmiddelen opgesteld op basis van de modellenlijst van de Wereldgezondheidsorganisatie. Dit omvat landen in zowel de ontwikkelde als de ontwikkelingslanden.
De lijst is onderverdeeld in kernitems en aanvullende items. De kernitems worden beschouwd als de meest kosteneffectieve opties voor belangrijke gezondheidsproblemen en kunnen worden gebruikt met weinig extra middelen voor de gezondheidszorg. De aanvullende items vereisen ofwel aanvullende infrastructuur, zoals speciaal opgeleide zorgverleners of diagnostische apparatuur, ofwel hebben een lagere kosten-batenverhouding. Ongeveer 25% van de artikelen staat op de aanvullende lijst. Sommige medicijnen worden vermeld als zowel kernmedicatie als complementair. Hoewel de meeste medicijnen op de lijst beschikbaar zijn als generieke producten, sluit octrooi niet uit dat ze worden opgenomen.
De eerste lijst werd in 1977 gepubliceerd en bevatte 208 medicijnen. De WHO werkt de lijst om de twee jaar bij. De 14e lijst werd in 2005 gepubliceerd en bevatte 306 medicijnen. In 2015 werd de 19e editie van de lijst gepubliceerd en bevat ongeveer 410 medicijnen. De 20e editie is in 2017 gepubliceerd en bevat 433 medicijnen. De 21e lijst werd in 2019 gepubliceerd en bevat 460 medicijnen. De nationale lijsten bevatten tussen de 334 en 580 medicijnen.
Een aparte lijst voor kinderen tot 12 jaar, bekend als de WHO-modellenlijst van essentiële geneesmiddelen voor kinderen (EMLc), werd in 2007 opgesteld en bevindt zich in de zevende editie. Het werd opgericht om ervoor te zorgen dat de behoeften van kinderen systematisch werden overwogen, zoals de beschikbaarheid van de juiste formuleringen.  Alles op de kinderlijst is ook opgenomen in de hoofdlijst. De lijst en toelichting zijn gebaseerd op de 19e tot 21e editie van de hoofdlijst. Een α geeft aan dat een geneesmiddel alleen op de aanvullende lijst staat.